# Vall de Manyanet
La Vall de Manyanet és una vall del terme municipal de Sarroca de Bellera, al Pallars Jussà. Pertany a l'antic terme municipal de Benés, pertanyent a l'Alta Ribagorça, que fou agregat a Sarroca de Bellera.
La Vall de Manyanet està vertebrada pel riu de Manyanet, i s'estén des del Cap de Llevata, a uns 2.075 m d'altitud fins a la Mola d'Amunt, a 1.039.